# 945
سنة 945 م كانت سنة بسيطة تبدأ يوم الأربعاء (الرابط يظهر نموذج التقويم الكامل للسنة) من التقويم اليولياني.

## مواليد
- يحيى بن حيوج الفاسي، نحوي يهودي.

## وفيات
- أبو بكر الشبلي
- أبو محمد الهمداني
- كي نو تسورايوكي، شاعر من فترة هييآن.
- إيغور بن روريك